# Kurimanzutto
kurimanzutto es una galería de arte dedicada al arte contemporáneo ubicada en la colonia San Miguel Chapultepec, Ciudad de México y fue fundada en 1999 por Mónica Manzutto y José Kuri . La revista especializada Flash Art la consideró en 2001 como una de las 100 más influyentes en el panorama del arte contemporáneo mundial.
En 2018 la revista Art Review la menciona como la galería más prominente de México y sus fundadores se sitúan en la posición 34 de las 100 personas más influyentes en el mundo del arte contemporáneo global.

## Historia

### Contexto
A inicio de los años noventa, México carecía de espacios de desarrollo y exposición de arte contemporáneo, sobre todo para artistas jóvenes que decidían realizar obras en formatos y técnicas no convencionales y no encontraban apoyos en instituciones culturales. Esta generación de artistas se organizaban en colectivos independientes en donde podían experimentar a la par de sus colegas con nuevas formas de expresión.

### Concepción del proyecto
La galería fue fundada por Mónica Manzutto y José Kuri en 1999, luego de meses de planeación con Gabriel Orozco, quien les planteó la urgencia de contar con un espacio que apoyara la actividad creadora de toda una generación de artistas basados en México que deseaban llevar su creación por vías y expresiones diferentes a las que apoyaban las instituciones culturales de entonces y además, llevar su propia creación hacia el extranjero. La experiencia de Orozco se basaba en el espacio de creación alojado en su propia casa en Tlalpan denominado El taller de los viernes, en donde confluían artistas como Abraham Cruzvillegas, Damián Ortega, Dr. Lakra y Gabriel Kuri para reflexionar, compartir arte y crear en un ambiente totalmente informal y de camaradería. Dicha forma de trabajo condicionaría la creación y configuración del espacio físico mismo de la galería.
La intención de Kurimanzutto sería en lo sucesivo no solo hacer exposición convencional como toda galería, sino además ser un apoyo en la carrera de los artistas que representa. El proyecto iniciaría al enfocarse en fomentar la exposición artística antes que buscar el establecimiento de un espacio galerístico convencional.

### Inicios
En su primera etapa, kurimanzutto inició como un espacio no fijo y sin una sede permanente, buscando apoyar la actividad artística en diversas circunstancias tanto en interiores, exteriores o sedes en donde convencionalmente no se presenta arte. Dicha condición inicial fue la consecuencia de un presupuesto reducido, pero con el paso de las décadas se convertiría en una de sus características: trabajar en conjunto para exponer en condiciones y espacios no convencionales. Además del grupo del Taller de los viernes, se sumarían al proyecto de kurimanzutto otros artistas que compartían intereses e influencias en común y la disposición de realizar exposiciones de manera más flexible como Minerva Cuevas, Eduardo Abaroa, Fernando Ortega, Jonathan Hernández, Sofía Táboas y Daniel Guzmán. Estos últimos habían participado en espacios como La panadería y Temístocles 44, y sumados al grupo del Taller de los viernes, encontraron en kurimanzutto una estructura para dirigir y continuar su actividad creadora.
El hecho de no estar establecida en un espacio físico, permitió que la exposición artística se realizara en lugares diferentes a los sitios de exposición convencional y además permitir a los artistas realizar obras de arte diferentes y apoyar tanto su movilidad en el extranjero como contar con curadores extranjeros que trabajaran la Ciudad de México. Esta modalidad de trabajo llevó en poco tiempo a los artistas de kurimanzutto a exponer en recintos como Foksal Gallery en Polonia, el Centre Pompidou, en París, el Museo Metropolitan, en Nueva York y el Museo de Arte de Chicago.

#### Inauguración:Economía de mercado
La primera exposición organizada por kurimanzutto fue la muestra colectiva Economía de mercado, inaugurada el 21 de agosto de 1999 en el mercado Medellín de la colonia Roma. Reseñas de prensa describieron cómo, además de frutas y verduras, artículos de despensa y juguetes, el mercado dio pie a la instalación y venta de arte contemporáneo. Fue rentado uno de los locales del propio mercado y en él, trece de los catorce artistas que entonces formaban parte de kurimanzutto, vendieron piezas elaboradas con materiales del mismo mercado y con precios similares a los que se venden en el sitio habitualmente. El artista Rirkrit Tiravanija tomó un puesto donde se podía preparar comida y cocinó un curry para todos los visitantes.

### Primeros años
En los años siguientes al inicio de kurimanzutto los artistas que entonces integraban la galería colaboraron en casi todas las exhibiciones, con el fin de que cada uno desarrollara habilidades de distinta índole, que además de permitir aprender de experiencias diferentes, aumentó el sentido de pertenencia al proyecto. La exposición Permanencia voluntaria presentada del 27 al 29 de abril de 2000 en Cinemanía de Plaza Loreto, al sur de la Ciudad de México, integró obras en video de Damián Ortega, Abraham Cruzvillegas, Daniel Guzmán, Minerva Cuevas, Jonathan Hernández y Alejandro Carrasco y piezas de Dan Graham, Steve McQueen, Marinne Hugonnier, Bas Jan Ader y Johan Grimonpez. A la par de estas actividades en México la galería buscó que sus artistas expusieran en recintos fuera del país, lo que ocurrió en galerías como Chantal Crousel en París, Andrew Kreps en Nueva York y la Foksal Gallery Foundation en Varsovia. 
De 2000 a 2003 kurimanzutto realizó más de doce proyectos en locaciones distintas. En 2002 Jonathan Hernández eligió el Aeropuerto Internacional de la Ciudad de México para mostrar Traveling without moving y Minerva Cuevas presentó Dodgem, consistente en una intervención a un local de carritos chocones en el cruce de las avenidas Revolución y Río Mixcoac al sur de la Ciudad de México. Cada carrito tenía una marca de una compañía petrolera diferente. Otros espacios usados para exponer fueron el estacionamiento de un supermercado, un contenedor de tráiler y el departamento de Mónica y José. En el restaurante Los Manantiales en Xochimilco se presentó en 2003 Elephant Juice (Sexo entre amigos), una propuesta de Damián Ortega consistente en un laberinto hecho de estructuras tubulares, diseñado por este y por el arquitecto Mauricio Rocha. La estructura fue usada para exponer dibujos, pinturas, fotografías e instalaciones, así como videos y esculturas.
En 2003, Gabriel Orozco fue invitado como curador a la 50 Bienal de Venecia. El artista invitó a Damián Ortega, Daniel Guzmán, Abraham Cruzvillegas, Fernando Ortega, Jean-Luc Moulène y Jimmie Durham, quienes fueron exhortados a cumplir una serie de condiciones para la creación de obra a exponerse en la bienal: no presentar fotografías, videos o dibujos, no colgar nada en las paredes y no usar pedestales ni vitrinas. El ejercicio creativo con estas condiciones, El Cotidiano Alterado, generó atención internacional a los artistas de kurimanzutto, resultando piezas como Cosmic thing de Damián Ortega, que consistió en un Volkswagen Sedan deconstruido.

### Sede en bodega de la colonia Condesa
Para 2006 el uso del departamento de Mónica Manzutto y José Kuri como oficina estaba saturado, por lo que fue alquilada una bodega en la calle Juan de la Barrera en la colonia Condesa. Dicha bodega, un local de muros de concreto, piso de cemento pulido y techo de lámina, funcionó tanto como espacio de exhibición como de taller para la preparación de las piezas de los artistas. Una de las exposiciones montadas ex profeso para este local fue Poor tuning de Thomas Hirschhorn, que consistió en diez coches intervenidos usando materiales baratos y reciclados.

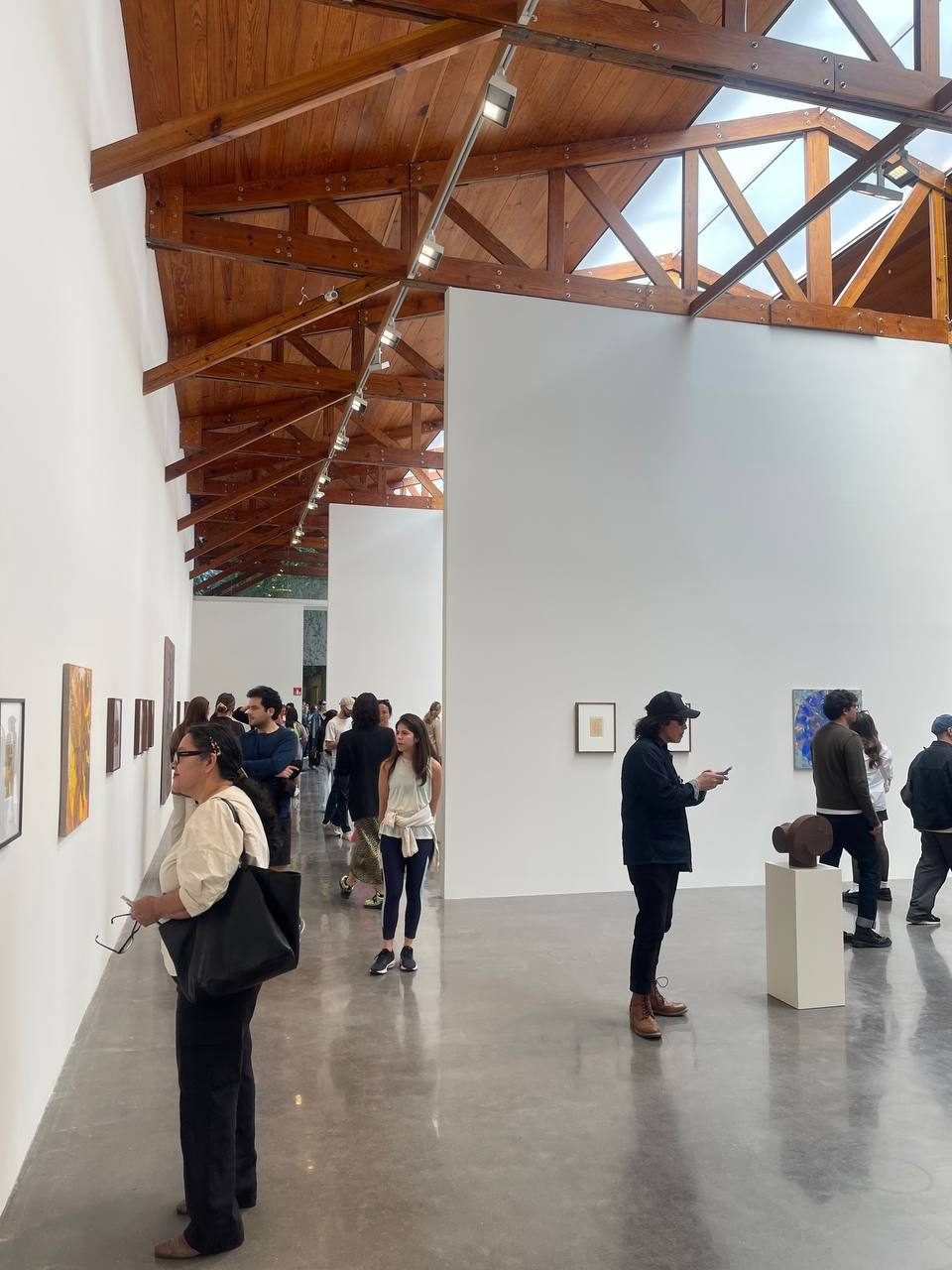
Kurimanzutto, San Miguel Chapultepec, CDMX.

### Espacio en San Miguel Chapultepec
En 2008, una antigua maderería de 1949 fue restaurada por el arquitecto Alberto Kalach en la calle de Gobernador Rafael Rebollar No. 94 de la colonia San Miguel Chapultepec. La nave principal se convirtió en un área ininterrumpida de exhibición de 20 por 13 metros que conservó sus armaduras de madera originales y la luz natural que entra desde la cubierta. La remodelación transformó el resto de los volúmenes preexistentes en oficinas, una librería, una pequeña bodega y un área para convivir con bar, sala y comedor.

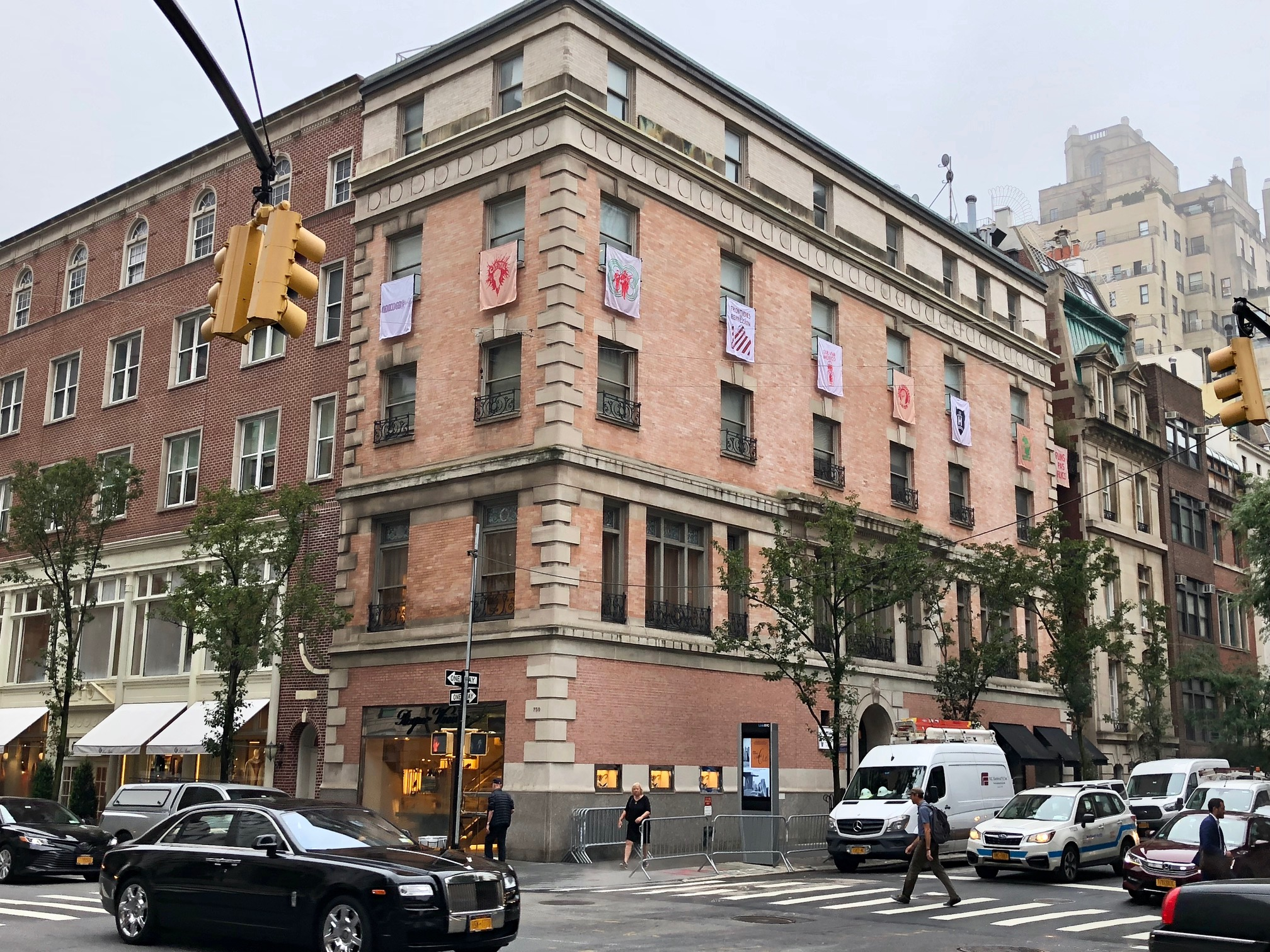
kurimanzutto new york visto desde Madison Avenue, Nueva York.

### Espacio de proyectos en Nueva York
En mayo de 2018 kurimanzutto new york abrió como un nuevo espacio de proyectos en 22 East 65th Street, Nueva York. Este espacio representa una extensión de la galería en la Ciudad de México que busca acercarse a instituciones estadounidenses para promover a los artistas que representa. La exposición inaugural estuvo a cargo del artista Abraham Cruzvillegas quien exhibió una serie de esculturas que colgaban del techo de la galería y se complementaban de elementos orgánicos como jamón, limones, aguacates entre otras cosas encontradas localmente.

## Artistas de la galería
- Abraham Cruzvillegas
- Adrián Villar Rojas
- Akram Zaatari
- Alexandra Bachzetsis
- Allora & Calzadilla
- Anri Sala
- Apichatpong Weerasethakul
- Carlos Amorales
- Damián Ortega
- Danh Vo
- Daniel Guzmán
- Dr. Lakra
- Eduardo Abaroa
- Fernando Ortega
- Gabriel Kuri
- Gabriel Orozco
- Gabriel Sierra
- Haegue Yang
- Iñaki Bonillas
- Jimmie Durham
- Leonor Antunes
- Marieta Chirulescu
- Mariana Castillo Deball
- Miguel Calderón
- Minerva Cuevas
- Monika Sosnowska
- Nairy Baghramian
- Rirkrit Tiravanija
- Roman Ondák
- Sarah Lucas
- Sofía Táboas
- Tarek Atoui
- Wilfredo Prieto